# Diplôme d'archiviste-paléographe
Le diplôme d'archiviste paléographe est octroyé depuis 1829 aux élèves de l'École nationale des chartes à l'issue de leur scolarité.

## Description
Créé par l'ordonnance du 11 novembre 1829[réf. souhaitée], il est aujourd'hui régi par l'article 5 du décret 87-832 portant réorganisation de l'École des chartes.

### Domaines
Il sanctionne une formation dans des disciplines aussi diverses que l’histoire de l’art, la paléographie et la diplomatique, l’histoire des manuscrits et du livre, l’histoire du droit, les médias contemporains, le latin et la philologie romane, l’archivistique, l’archéologie, etc.

### Délivrance
Le diplôme d'archiviste paléographe est décerné aux élèves ayant satisfait aux examens et soutenu avec succès une thèse d'établissement préparée en trois ans (de niveau intermédiaire entre un mémoire de master et une thèse de doctorat). 
La liste des nouveaux archivistes paléographes, fixée par arrêté ministériel, est proclamée chaque année à l'Institut de France, par l'Académie des inscriptions et belles-lettres.
Le diplôme d'archiviste paléographe n'accorde pas de niveau RNCP spécifique. C'est pourquoi les élèves s'inscrivent généralement, en parallèle de la rédaction de la thèse d'école, en troisième année du diplôme, à l'université dans le cadre d'un master 2 en vue de l'obtention du grade de master[source insuffisante].

## Débouchés
La plupart des archivistes paléographes deviennent conservateurs, soit en bibliothèque, soit en archives.
Dans le premier cas, le diplôme d'archiviste paléographe donne accès à un concours réservé pour l'entrée à l'École nationale supérieure des sciences de l'information et des bibliothèques. 
Pour les archives, l'école d'application est l'Institut national du patrimoine, où les archivistes paléographes passent le concours externe ordinaire. 
Certains poursuivent également une carrière dans l’enseignement, la recherche dans les universités ou au CNRS. Le diplôme fait d'ailleurs partie des diplômes pouvant remplacer un titre universitaire pour passer certains concours (ingénieur de recherche, agrégation).

## Cérémonies à l'issue de la scolarité
À l'issue de leur scolarité, les archivistes paléographes reçoivent leur diplôme durant une cérémonie pendant laquelle sont remis les prix Auguste-Molinier et Lasalle-Serbat.
Ils sont également accueillis sous le coupole de l'Institut de France à l'occasion de la séance publique annuelle de l'Académie des inscriptions et belles-lettres pour la proclamation de leurs noms.